# Teenage Dream (노래)
〈Teenage Dream〉은 미국의 가수 케이티 페리의 노래이다. 이 노래는 동명의 음반 Teenage Dream의 두 번째 싱글로 2010년 7월 23일 디지털로 처음 발매되었다. 프로듀서로는 맥스 마틴, 닥터 루크, 베니 블랑코 등 유명한 프로듀서들과 함께 했다.
〈Teenage Dream〉은 레트로 사운드에 미드템포 팝 노래이다. 페리는 처음 시작되는 부분에서 높은 음으로 시작하며 노래가 진행될 수록 강한 목소리를 낸다. 노래는 대부분 평론가들로부터 좋은 평을 받았지만, 일부는 혼합된 평가를 했다. 〈Teenage Dream〉은 미국, 뉴질랜드, 아일랜드에서 정상을 차지했고, 오스트레일리아, 캐나다, 영국, 벨기에, 스웨덴, 네덜란드에서는 10위 권 진입을 했다. 뮤직 비디오는 페리의 고향인 산타 바바라에서 촬영되었으며, 2010년 8월 10일 공개되었다. 페리는 2010년 9월 열린 MTV 월드 스테이지: 말레이시아에서 처음으로 라이브 공연을 펼쳤는데, 관객 수는 대략 15,000만 명 정도였다. 또한 2010 틴 초이스 어워드에서도 공연을 펼쳤다. 페리는 이곡으로 빌보드 핫 100에서 연속으로 1위를 차지했으며, 페리의 세 번째 1위곡이 되었다. 이 노래는 현재 2011년 열릴 예정인 그래미 상 최우수 여자 팝 보컬 퍼포먼스 부문에 노미네이트되었다.

## 라이브 공연

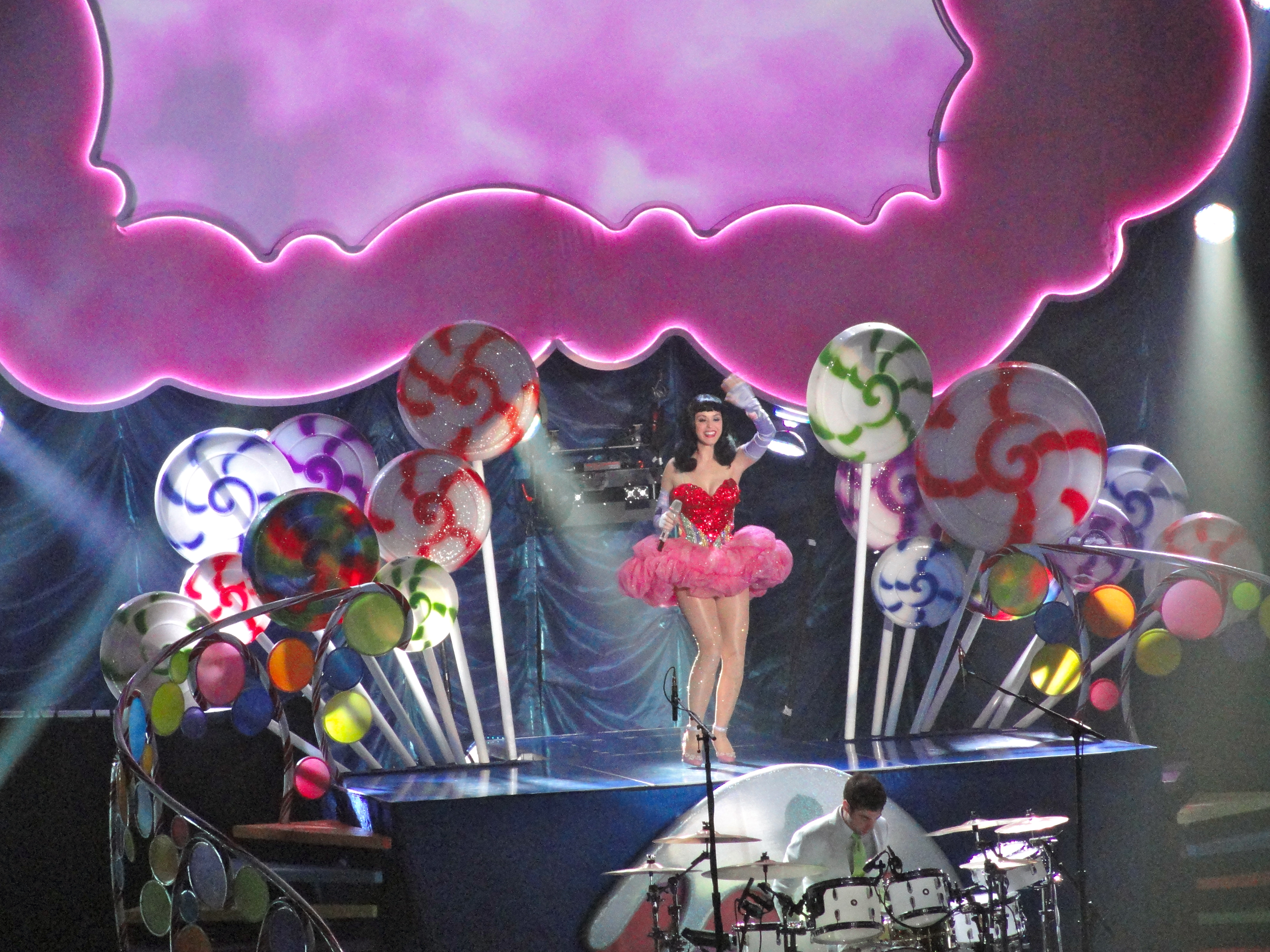
California Dreams Tour에서 "Teenage Dream" 공연중의 페리.

- 말레이시아에서 열린 MTV 월드 스테이지에서 토쿄 호텔, 원더걸스, Bunkface와 함께 페리가 "Teenage Dream" 공연을 펼쳤다.
- 싱가포르에서 열린 싱페스트 2010 콘서트에서 "Teenage Dream"과 "Peacock" 공연을 펼쳤다.
- 페리가 오스트레일리아의 선라이즈에서 "California Gurls", "Hot N Cold", "Teenage Dream" 공연을 선보였다.
- 2010년 8월 9일 개최된 틴 초이스 어워드에서 페리는 이 노래로 오프닝 공연을 펼쳤었다.
- 2010년 8월 25일, 페리가 《데이비드 레터먼의 심야쇼》에서 공연을 펼쳤다.
- 2010년 8월 27일에 《투데이 쇼》에서 공연을 했다.
- 2010년 8월 28일에 앨범 차트 쇼 스페셜에서 공연을 했다.
- 2010년 8월 30일, 프랑스의 Le Grand Journal에서 공연을 했다.
- 2010년 9월 5일, 영국 차트 쇼인 《앨런 카: 차티 맨》에서 공연을 했다.
- 2010년 9월 25일, 《토요일밤에 라이브》(Saturday Night Live)에서 공연을 했다.
- 2010년 10월 2일, 독일의 Wetten, dass..?에서 공연을 했다.
- 2010년 10월 5일, 폴란드 콘서트에서 "Teenage Dream"을 불렀다.
- 2011년 2월부터 2012년 1월까지 진행된 California Dreams Tour에서 "Teenage Dream" 공연을 했다.

## 트랙 리스트
- 디지털 다운로드[1]

1. "Teenage Dream" – 3:48
2. "Teenage Dream" (Kaskade Club Remix) – 5:27
3. "Teenage Dream" (Dave Audé Radio) – 3:57

- 독일 CD 싱글[2]

1. "Teenage Dream" (Album Version) – 3:51
2. "Teenage Dream" (Instrumental) – 3:51

- 리믹스 EP

1. "Teenage Dream" (Vandalism Le Pop Mix) – 3:54
2. "Teenage Dream" (Vandalism V8 Vocal Remix) – 7:04
3. "Teenage Dream" (Manhattan Clique Remix) – 6:40

- 기타 버전

1. "Teenage Dream" (Funk3d Remix)
2. "Teenage Dream" (Tenabes Remix)
3. "Teenage Dream" (Brian Cua Remix)

## 차트
| 차트 (2010)                          | 최고 순위 |
| ------------------------------------ | --------- |
| 오스트레일리아                       | 2         |
| 오스트리아                           | 2         |
| 벨기에 (플랑드르)                    | 14        |
| 벨기에 (왈로니아)                    | 15        |
| 브라질 (빌보드) 핫 100 에어플레이    | 25        |
| 불가리아                             | 5         |
| 캐나다 (캐나디안 핫 100)             | 2         |
| 체코                                 | 8         |
| 덴마크                               | 13        |
| 유러피안 핫 100 싱글                 | 5         |
| 핀란드                               | 14        |
| 프랑스 다운로드 차트                 | 2         |
| 독일                                 | 6         |
| 헝가리                               | 22        |
| 아일랜드                             | 1         |
| 이탈리아                             | 9         |
| 일본(재팬 핫 100)                    | 1         |
| 네덜란드(도취 탑 40)                 | 4         |
| 뉴질랜드                             | 1         |
| 폴란드 (ZPAV)                        | 1         |
| 스코틀랜드                           | 1         |
| 슬로바키아                           | 1         |
| 스페인 싱글 차트                     | 48        |
| 스웨덴 싱글 차트                     | 21        |
| 스와질랜드 싱글 차트                 | 8         |
| 영국 싱글 (영국 싱글 차트)           | 2         |
| 미국 빌보드 핫 100 (빌보드)          | 1         |
| 미국 빌보드 팝 송 (빌보드)           | 1         |
| 미국 빌보드 핫 댄스 클럽 송 (빌보드) | 1         |

| 차트 (2010)          | 순위 |
| -------------------- | ---- |
| 캐나디안 핫 100      | 16   |
| 유러피안 핫 100 싱글 | 38   |
| 스위스 싱글 차트     | 57   |
| 영국 싱글            | 29   |

| 국가     | 음반 판매량 인증 |
| -------- | ---------------- |
| 호주     | 4× 플래티넘      |
| 캐나다   | 4× 플래티넘      |
| 이탈리아 | 플래티넘         |
| 뉴질랜드 | 2× 플래티넘      |
| 영국     | 플래티넘         |
| 미국     | 4× 플래티넘      |

## 발매일
| 국가   | 발매일          | 포맷              |
| ------ | --------------- | ----------------- |
| 미국   | 2010년 7월 23일 | 디지털 다운로드   |
| 캐나다 | 2010년 7월 23일 | 디지털 다운로드   |
| 미국   | 2010년 8월 3일  | 메인스트림 라디오 |
| 미국   | 2010년 8월 24일 | 리듬 라디오       |
| 독일   | 2010년 8월 2일  | 디지털 다운로드   |
| 독일   | 2010년 7월 27일 | CD 싱글           |
| 영국   | 2010년 8월 29일 | 디지털 다운로드   |